# 韓金聲
韓金聲（？年—1641年），字振玉，河南河南府河南县人。明末政治人物。

## 生平
崇祯三年（1630年）庚午科河南乡试舉人，四年（1631年）联捷辛未科进士。刑部观政，授邯郸县知县。后辞官家居，崇祯十四年正月，李自成攻陷洛陽，乡官来秉衡、刘芳奕、常克念、郭显星、韩金声、王明、杨萃、荀良翰等人被杀。